# グローバルヘルス技術振興基金
公益社団法人グローバルヘルス技術振興基金（グローバルヘルスぎじゅつしんこうききん、英: Global Health Innovative Technology Fund、GHIT Fund）は開発途上国向けの感染症の治療薬、ワクチン、診断薬の製品開発に対して投資を行う国際的な非営利組織。本部は日本。日本国政府（外務省と厚生労働省）、国内外の製薬会社（アステラス製薬、中外製薬、第一三共、エーザイ、塩野義製薬、武田薬品工業、富士フイルム、大塚製薬、協和キリン、メルク、田辺三菱製薬、住友ファーマ）、ビル&メリンダ・ゲイツ財団、ウェルカム及び、国際連合開発計画（英：United Nations Development Programme）で構成される、日本発の国際的な官民パートナーシップ、官民ファンド。 GHIT Fundの代表理事は中谷比呂樹（元世界保健機関本部事務局長補、慶応義塾大学特任教授）、2022年3月から國井修がCEO兼専務理事を務める。

## 概念化と創設
GHIT Fund設立の構想は、2011年9月、元ビル＆メリンダ・ゲイツ財団グローバルヘルスプログラム総裁の山田忠孝と、元エーザイ株式会社の幹部職にあったBT Slingsby（GHIT Fund 創設CEO、2013年度〜2018年度）との会話から生まれた。2012年7月、BT・スリングスビーは、日本政府（外務省、厚生労働省）、アステラス製薬、第一三共、エーザイ、塩野義製薬、武田薬品、ビル＆メリンダ・ゲイツ財団）から成る設立準備委員会を立ち上げ、議長を務めた。当時世界初となるグローバルヘルスの製品開発のための国際的な官民パートナーシップ設立に向けて動き出した。2013年4月からGHIT Fundは100億円規模の基金として活動を開始した。GHIT Fundは、日本が有する新薬開発技術を活用し、日本の国際貢献を強化すると共に、新たな資金とイノベーションを創出することで、感染症で苦しんでいる途上国の保健医療問題の解決に貢献する、という信念のもと活動し  GHIT Fundは、日本の民間企業や研究機関が保有する技術やイノベーションを用い。海外の研究開発機関とも連携しながら、開発途上国の感染症の医薬品、ワクチン、診断薬の開発を支援している。

## ミッション
2013年4月の創設以来、「開発途上国の人々が感染症による苦難を乗り越え、先進国と同様に繁栄と長寿社会を享受できる世界」をGHIT Fundの目指すミッションとし、
「先進国と開発途上国間における健康格差是正に向けて、日本が有する医療技術、イノベーション、知見をより直接的に活かすことができる、グローバルな医薬品開発研究の連携を促進」にむけて新薬開発の推進をしている。2023年4月に、創立10周年を迎え、ミッションとビジョンを刷新。新しいVISIONは「10億人以上の人々を苦しめる顧みられない感染症をなくすことにより、誰もが公平に健康を享受できる世界を目指します。」MISSIONは「研究開発への投資とグローバルなパートナーシップを進めることにより、日本初のイノベーションを活かし、顧みられない感染症に立ち向かいます。」である。

## 中期計画
GHIT Fundは2018年から2022年までの第二期の中期計画「ストラテジックプラン」を発表した。ストラテジックプランは、「研究開発の推進と製品化の実現」、「製品供給を見据えた戦略・パートナーシップの構築」、「ガバナンスの維持、さらなる強化」、「財務戦略」の4つの戦略で構成される。「研究開発の推進と製品化の実現」では、創薬の初期段階である探索研究から臨床試験に至るまでの各段階における有望な製品開発案件への投資（特に臨床試験に対して積極的な投資）、2022年度末までに2製品の規制当局による承認を目指すとしている。「製品供給を見据えた戦略・パートナーシップの構築」では、国連開発計画（UNDP）や国内外の機関とともに、低中所得国における製品供給戦略について協議する。UNDP、日本政府とともに、2019年1月にアクセス・デリバリーに関する対話プラットフォーム「Uniting Efforts for Innovation, Access, and Delivery」を立ち上げた。2023年5月には、第3次5カ年計画「GHIT3.0」を発表。1.イノベーションの加速、2.製品開発の投資インパクトを最大化、3.パートナーシップで生み出す化学反応　の3本の戦略を軸に、日本発のイノベーション、研究開発を促進し、グローバルなパートナーシップを通じて顧みられない感染症に立ち向かっている。

## 資金拠出パートナー
GHIT Fundのパートナーらは設立時から5年間で合わせて100億円規模の資金拠出を表明した。拠出された金額のうち、日本国政府（外務省と厚生労働省）が50%、日本の製薬会社社（アステラス製薬、エーザイ、塩野義製薬、第一三共、武田薬品工業）が25%、ビル＆メリンダ・ゲイツ財団が残りの25%を担った。2014年には中外製薬がGHIT Fundへの参画を決めた。同年夏にはシスメックスとウェルカム・トラストが新規パートナーとして参画した。ウェルカム・トラストは2017年1月までに単独で約460万ドルを追加出資している。2016年5月、日本政府はG7サミットの記者会見においてGHIT FundとUNDPに対する1億3千万ドルの拠出を表明した。2016年6月には新たに10社がGHITに参画しており、これにはフル・パートナーとして富士フイルム、アソシエイト・パートナーとして大塚製薬、アフィリエイト・パートナーとしてグラクソ・スミスクライン、ジョンソン・エンド・ジョンソン、協和発酵キリン、メルク、田辺三菱製薬、ニプロ、大日本住友製薬、スポンサーとしてセールスフォース・ドットコムが含まれる。201７年６月１日、GHIT Fundの資金拠出パートナーである日本政府、民間企業、ビル＆メリンダ・ゲイツ財団、ウェルカム・トラストは、GHIT Fundの第二期の事業に対して、2013年のGHIT Fund設立当時の拠出額（約100億円）の2倍にのぼる２00億円以上の拠出にコミットメントすることを表明した。引き続き日本政府が全体の約50%、民間企業及び財団が残りの50%をそれぞれ拠出する。2017年8月にバーソン・コーン＆ウルフがスポンサーとして、2018年10月に小野薬品工業株式会社がアフィリエイト・パートナーとして参画を表明した。資金拠出パートナーはフル・パートナー、アソシエイト・パートナー、アフィリエイト・パートナーの３レベル構成となっている。製薬会社以外の企業はスポンサーとしてGHIT Fundに現物供与の形式で貢献している。2022年2月にZVC JAPAN 株式会社が、2022年3月にDiligent Corporationが新規スポンサーとして参画。2022年5月、リンクタイズ株式会社の運営するグローバルビジネス誌『Forbes JAPAN』が新規スポンサーとして参画した。2023年5月、日本政府はG7広島サミットの機会に、岸田文雄内閣総理大臣は日本政府によるGHIT FundとUNDPに対する2億米ドルの拠出を表明した。

## 投資活動
GHIT Fundは日本と海外の製薬企業、研究機関、大学の共同研究開発に投資することで、日本の有する新薬開発技術やイノベーション、情報、知見を、グローバルヘルスに活かすことを目的とする。GHIT Fundは、助成することを「投資」、助成金受領者を「製品開発パートナー」と表現している。GHIT Fund自体は、投資による金銭的なリターンを求めてはいないが、製品開発の進捗や成果を投資のリターンとしており、ひいてはグローバルヘルスR&Dの推進と社会経済への貢献を期待している。途上国の感染症の治療薬、ワクチン、診断薬の研究開発に投資を行う。マラリア、結核の他、WHO（世界保健機関）により定義されている顧みられない熱帯病 (Neglected Tropical Diseases)」の研究開発を推進している。GHIT Fundは2019年3月時点で、４つの研究プログラムにおいて、80のプロジェクトに対して約170億円を投資しており、日本のイノベーションと創薬能力の可能性を広げてきた。2023年5月時点で、累積118件、約291億円の投資を実施。現在も18件の標的・探索研究、13件の非臨床試験、10件の臨床試験の計41件のプロジェクトが進行中である。2022年12月にメルクが就学前児童における新たな住血吸虫症小児用治療オプション「arpraziquantel」の欧州医薬品庁（EMA）への承認申請手続を完了している。これは、GHIT Fund創設以来初の承認申請に辿り着いた薬である。GHIT Fundの投資案件一覧や詳細についてはホームページで確認できる。

## 投資効果の評価方法
GHIT Fundが投資する案件は、オープンイノベーション、つまり、企業内外部の知見や技術を組み合わせることで生まれる価値を重視し、また、研究開発の産物となる製品（治療薬、ワクチン、診断薬）は世界の最貧困層に迅速且つ安価に入手可能にするためのアクセスを優先しながら、中所得国にはライセンス費用としてのロイヤリティを払ってもらうことで投資の損失を防ぐ無利益／無損失を原則としたビジネスモデルとなっている。
またGHIT Fundのホームページによると、投資案件の評価や進捗は製薬業界やバイオテクノロジー分野で用いられる定量的な指標を用いて行われているとされる。製品開発のマイルストーンやステージゲートといった指標を設定している。

## リーダーシップ＆ガバナンス
GHIT Fundは国際的なメンバーで構成される理事会により運営されている。理事会は、GHIT Fundの事業活動を監督・評価するとともに、投資案件の承認などを行う。エボラウイルスを発見したことでも知られるピーター・ピオットや、国連児童基金で事務局長を務めたアン・ヴェネマン、世界銀行前副総裁兼最高法律顧問を務めたコー・ヤン・タンなどが理事を務めている。GHIT Fundの選考委員会は、理事会などからは独立した第三者で構成され、「科学的、および技術的価値（Scientific and technical merit）」、「生み出されるインパクト（Potential impact）」、「パートナーシップとプロジェクトマネジメント（Partnership and project management）」の観点から申請書の評価・選定する。選考委員会は感染症の製品開発分野における専門家で構成され、申請書や開発パートナーからの報告書の評価、理事会に対する投資案件の推薦を行う。また、選考委員会とは別に、国内外の外部審査員が独立して申請書のレビューを行っている。さらに潜在的な利益相反を事前に防ぐため、研究者を含むすべての選考委員は申請者と関わりがないことを宣言しなければならない。申請者との間に直接的または間接的な関わりがある選考委員は、投資決定過程に携わらないこととなっている。GHIT Fundの評議会には製薬会社、政府、国際的な財団が含まれ、理事会の監督、GHIT Fundのミッションのアドボカシー活動を行っている。評議委員は組織や投資案件の意思決定には関わることができない。